# كنيسة القديس إيلوي
كنيسة القديس إيلوي (بالفرنسية: église Saint-Éloi)‏ وتعرف أيضاً باسم كاتدرائية الرمال هي كنسية رومانية كاثوليكية تقع في مدينة دونكيرك في فرنسا. يعود تاريخ بنائها إلى القرن الخامس عشر وتحديداً في سنة 1443. تم تصنيفها المعالم التاريخية في فرنسا في سنة 1916.